# 2006-os Formula–1 német nagydíj

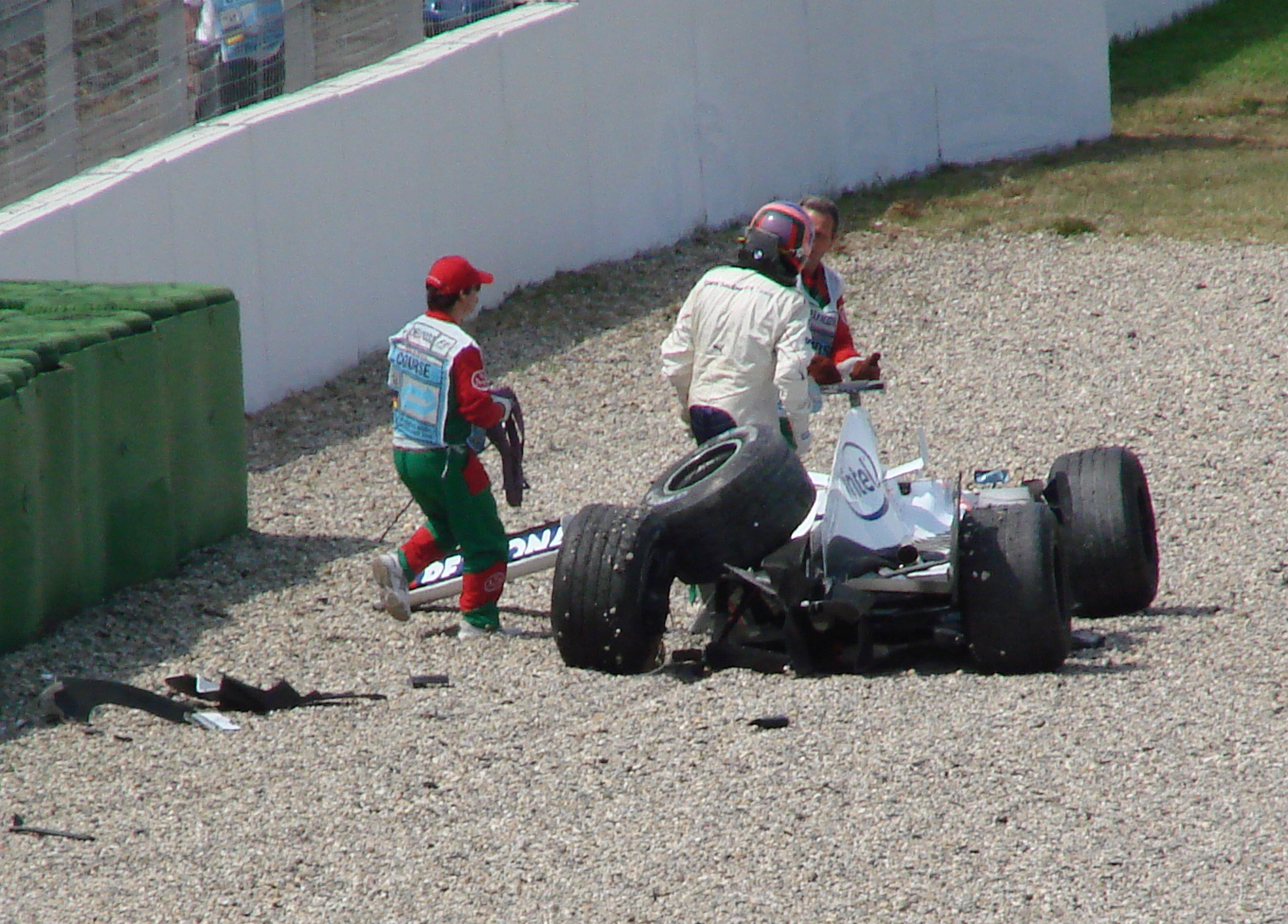
Villeneuve összetört BMW Sauberje mellett, utolsó Formula–1-es nagydíján

A német nagydíj volt a 2006-os Formula–1 világbajnokság tizenkettedik futama, amelyet 2006. július 30-án rendeztek meg a német Hockenheimringen, Hockenheimben.

## Időmérő edzés
Kimi Räikkönen szerezte meg a pole-t a két Ferrari előtt. Alonso csak a hetedik lett.
| Helyezés | Versenyző            | Csapat/Motor        | 1. rész    | 2. rész  | 3. rész  |
| -------- | -------------------- | ------------------- | ---------- | -------- | -------- |
| 1        | Kimi Räikkönen       | McLaren-Mercedes    | 1:15.214   | 1:14.410 | 1:14.070 |
| 2        | Michael Schumacher   | Ferrari             | 1:14.904   | 1:13.778 | 1:14.205 |
| 3        | Felipe Massa         | Ferrari             | 1:14.412   | 1:14.094 | 1:14.569 |
| 4        | Jenson Button        | Honda               | 1:15.869   | 1:14:378 | 1:14:862 |
| 5        | Giancarlo Fisichella | Renault             | 1:15.916   | 1:14.540 | 1:14.894 |
| 6        | Rubens Barrichello   | Honda               | 1:15.757   | 1:14.652 | 1:14:934 |
| 7        | Fernando Alonso      | Renault             | 1:15.518   | 1:14.746 | 1:15.282 |
| 8        | Ralf Schumacher      | Toyota              | 1:15.789   | 1:14.743 | 1:15.923 |
| 9        | Pedro de la Rosa     | McLaren-Mercedes    | 1:15.655   | 1:15.021 | 1:15.936 |
| 10       | David Coulthard      | Red Bull-Ferrari    | 1:15.836   | 1:14.826 | 1:16.326 |
| 11       | Mark Webber          | Williams-Cosworth   | 1:15.719   | 1:15.094 |          |
| 12       | Christian Klien      | Red Bull-Ferrari    | 1:15.816   | 1:15.141 |          |
| 13       | Jarno Trulli         | Toyota              | 1:15.430   | 1:15.150 |          |
| 14       | Jacques Villeneuve   | BMW Sauber          | 1:16.281   | 1:15:329 |          |
| 15       | Nico Rosberg         | Williams-Cosworth   | 1:16.183   | 1:15.380 |          |
| 16       | Nick Heidfeld        | BMW Sauber          | 1:16.234   | 1:15.397 |          |
| 17       | Vitantonio Liuzzi    | Toro Rosso-Cosworth | 1:16.399   |          |          |
| 18       | Christijan Albers    | MF1-Toyota          | 1:17.093   |          |          |
| 19       | Szató Takuma         | Super Aguri-Honda   | 1:17.185   |          |          |
| 20       | Tiago Monteiro       | MF1-Toyota          | 1:17.836   |          |          |
| 21       | Jamamoto Szakon      | Super Aguri-Honda   | 1:20.444   |          |          |
| 22       | Scott Speed          | Toro Rosso-Cosworth | idő nélkül |          |          |

## Futam
A Renault számára a hétvége nem volt túlságosan sikeres, mivel nem sokkal a német nagydíj előtt az FIA betiltotta a Renault ellensúlyos lengéscsillapító rendszerét. A versenyen Kimi Räikkönen indulhatott a pole-pozícióból, de nem sokkal a rajt után problémái akadtak, és ki kellett állnia egy időre a boxba. A kiállás alatt mindkét Ferrari megelőzte a finnt, aki a versenyen a harmadik helyen ért be. Schumacher megnyerte a nagydíjat, míg csapattársa második lett. Schumacher autózta a leggyorsabb kör is, 1:16,357-del. A további pontszerzők Jenson Button, Fernando Alonso, Giancarlo Fisichella, Jarno Trulli és Christian Klien lettek. A versenyen a BMW-s kanadai Jacques Villeneuve balesetezett, és a nagydíj után visszavonult a Formula–1-ből. Helyére a lengyel Robert Kubica került. A verseny után diszkvalifikálták a két Midlandet, mivel megállapították, hogy az autók hátsó szárnyainak alsó eleme túlságosan hajlékony.
Schumacher 11 pontra faragta hátrányát a verseny után.
| Helyezés | Rajtszám | Versenyző            | Csapat/Motor        | Futott kör | Idő/Kiesés oka | Rajthely | Pont |
| -------- | -------- | -------------------- | ------------------- | ---------- | -------------- | -------- | ---- |
| 1        | 5        | Michael Schumacher   | Ferrari             | 67         | 1h27:51.693    | 2        | 10   |
| 2        | 6        | Felipe Massa         | Ferrari             | 67         | + 0.720        | 3        | 8    |
| 3        | 3        | Kimi Räikkönen       | McLaren-Mercedes    | 67         | + 13.206       | 1        | 6    |
| 4        | 12       | Jenson Button        | Honda               | 67         | + 18.898       | 4        | 5    |
| 5        | 1        | Fernando Alonso      | Renault             | 67         | + 23.707       | 7        | 4    |
| 6        | 2        | Giancarlo Fisichella | Renault             | 67         | + 24.814       | 5        | 3    |
| 7        | 8        | Jarno Trulli         | Toyota              | 67         | + 26.544       | 20       | 2    |
| 8        | 15       | Christian Klien      | Red Bull-Ferrari    | 67         | + 48.131       | 12       | 1    |
| 9        | 7        | Ralf Schumacher      | Toyota              | 67         | + 1:00.351     | 8        |      |
| 10       | 20       | Vitantonio Liuzzi    | Toro Rosso-Cosworth | 66         | + 1 kör        | 16       |      |
| 11       | 14       | David Coulthard      | Red Bull-Ferrari    | 66         | + 1 kör        | 10       |      |
| 12       | 21       | Scott Speed          | Toro Rosso-Cosworth | 66         | + 1 kör        | 19       |      |
| Ki       | 9        | Mark Webber          | Williams-Cosworth   | 59         | Vízszivárgás   | 11       |      |
| Ki       | 22       | Szató Takuma         | Super Aguri-Honda   | 38         | Váltóhiba      | 17       |      |
| Ki       | 17       | Jacques Villeneuve   | BMW Sauber          | 30         | Baleset        | 13       |      |
| Ki       | 11       | Rubens Barrichello   | Honda               | 18         | Motorhiba      | 6        |      |
| Ki       | 16       | Nick Heidfeld        | BMW Sauber          | 9          | Fékhiba        | 15       |      |
| Ki       | 4        | Pedro de la Rosa     | McLaren-Mercedes    | 2          | Üzemanyagpumpa | 9        |      |
| Ki       | 23       | Jamamoto Szakon      | Super Aguri-Honda   | 1          | Másodtengely   | 22       |      |
| Ki       | 10       | Nico Rosberg         | Williams-Cosworth   | 0          | Baleset        | 14       |      |
| Kiz      | 19       | Christijan Albers    | MF1-Toyota          | 66         | + 1 kör        | 21       |      |
| Kiz      | 18       | Tiago Monteiro       | MF1-Toyota          | 65         | + 2 kör        | 18       |      |

## A világbajnokság élmezőnyének állása a verseny után
| H | Versenyzők           | Pont | H | Konstruktőrök    | Pont |
| - | -------------------- | ---- | - | ---------------- | ---- |
| 1 | Fernando Alonso      | 100  | 1 | Renault          | 149  |
| 2 | Michael Schumacher   | 89   | 2 | Ferrari          | 139  |
| 3 | Felipe Massa         | 50   | 3 | McLaren-Mercedes | 77   |
| 4 | Giancarlo Fisichella | 49   | 4 | Honda            | 37   |
| 5 | Kimi Räikkönen       | 49   | 5 | Toyota           | 23   |

## Statisztikák
Vezető helyen:
- Kimi Räikkönen: 9 (1-9)
- Michael Schumacher: 58 (10-67)

Michael Schumacher 89. (R) győzelme, 74. (R) leggyorsabb köre, Kimi Räikkönen 14. pole-pozíciója.
- Ferrari 188. győzelme.

Jacques Villeneuve 165., utolsó versenye.